# Conferência Leste (NHL)
A Conferência Leste da National Hockey League (originalmente chamada Conferência Príncipe de Gales) foi criada em 1974 com o realinhamento da liga, que passava por um processo de expansão. O time vencedor da conferência ganha o Troféu Príncipe de Gales e o direito de disputar a final da Copa Stanley.

## História

### Origens: Divisão Leste (1967-74)
Em 1967, após 24 anos com apenas seis times na liga, a NHL decidiu dobrar para doze. Todos os "Seis Originais" ficariam na Divisão Leste, e os playoffs separados garantiam que sempre um dos times, que venceria o Troféu Príncipe de Gales, iria para a final do torneio. Porém três vitórias seguidas dos times originais sobre o St. Louis Blues fizeram a liga mudar na Temporada 1970-71 da NHL 1 para que as semifinais fossem cruzamentos de time do Oeste e do Leste. No mesmo ano, o Chicago Black Hawks se mudou para o Oeste para acrescentar duas novas equipes no Leste.
Equipes
- Montreal Canadiens (1967–74)
- New York Rangers (1967–74)
- Boston Bruins (1967–74)
- Chicago Black Hawks (1967–70)
- Toronto Maple Leafs (1967–74)
- Detroit Red Wings (1967–74)
- Buffalo Sabres (1970–74)
- Vancouver Canucks (1970–74)
- New York Islanders (1972–74)

### Conferência Príncipe de Gales (1974-93)
Na Temporada 1974-75 da NHL, a geografia norte-americana enfim foi levada em consideração para um realinhamento. O Leste ficaria com a Conferência Príncipe de Gales, em homenagem a Eduardo VIII, o Príncipe de Gales que deu o troféu homônimo para a liga. A conferência teria duas divisões, Norris (em homenagem a James E. Norris, ex-proprietário do Detroit Red Wings) e Adams (em homenagem ao fundador do Boston Bruins, Charles Francis Adams). Originalmente, todos os times eram rearranjados nos playoffs conforme desempenho na temporada regular (à exceção dos quatro vencedores de divisão, que viravam cabeças de chave).

#### 1974-1981
Adams
- Boston Bruins (1974-1981)
- Buffalo Sabres (1974-1981)
- California Golden Seals (1974-76), Cleveland Barons (1976-78), Minnesota North Stars (1978-1981)
- Quebec Nordiques (1979-1981)
- Toronto Maple Leafs(1974-1981)

| Norris - Detroit Red Wings (1974-1981) - Hartford Whalers (1979-1981) - Los Angeles Kings (1974-1981) - Montreal Canadiens (1974-1981) - Pittsburgh Penguins (1974-1981) - Washington Capitals (1974-1979) |

#### 1981–1993
Um novo realinhamento geográfico em 1981, visando diminuir gastos com viagens, fez cada conferência jogar apenas entre si, com o Troféu Príncipe de Gales endo dado para o campeão da conferência homônima. As divisões do Leste passariam a ser Adams e Patrick (com Norris passando para a outra conferência).
Adams
- Boston Bruins (1981-1993)
- Buffalo Sabres (1981-1993)
- Hartford Whalers (1981-1993)
- Montreal Canadiens
- Ottawa Senators (1992-93)
- Quebec Nordiques (1981-1993)

| Patrick - New Jersey Devils (1982-1993) - New York Islanders (1981-1993) - New York Rangers (1981-1993) - Philadelphia Flyers (1981-1993) - Pittsburgh Penguins (1981-1993) - Washington Capitals (1981-1993) |

### Leste e Oeste
Em 1993, com a liga já tendo 24 times e se preparando para abrir mais dois, um novo realinhamento também rebatizou as conferências e divisões com nomes geográficos.

#### 1993-1998
Divisão do Atlântico
- Florida Panthers
- New Jersey Devils
- New York Islanders
- New York Rangers
- Philadelphia Flyers
- Tampa Bay Lightning
- Washington Capitals

| Divisão Noroeste - Boston Bruins - Buffalo Sabres - Hartford Whalers (1993-97), Carolina Hurricanes (1997-98) - Montreal Canadiens - Ottawa Senators - Pittsburgh Penguins - Quebec Nordiques (1993-95; tornou-se o Colorado Avalanche no Oeste) - Toronto Maple Leafs |

#### 1998-2013
Com a entrada do Nashville Predators, as equipes foram realinhadas em seis divisões nas duas conferências.
Divisão do Atlântico
- New Jersey Devils
- New York Islanders
- New York Rangers
- Philadelphia Flyers
- Pittsburgh Penguins

| Divisão Nordeste - Boston Bruins - Buffalo Sabres - Montreal Canadiens - Ottawa Senators - Toronto Maple Leafs | Divisão Sudeste - Carolina Hurricanes - Florida Panthers - Tampa Bay Lightning - Washington Capitals - Atlanta Thrashers (1999-2011), Winnipeg Jets (2011-13) |

## Realinhamento de 2013
Após a mudança do Atlanta Thrashers para Winnipeg, um novo realinhamento era necessário. Somando reclamações já vigentes sobre gastos com viagens e horários televisivos prejudiciais causados por diferenças de fusos horários, a NHL decidiu realinhar as duas conferências em quatro divisões, com três tendo nomes antigos e uma de novo batismo. Os Winnipeg Jets vão para o Oeste, enquanto o Detroit Red Wings e o Columbus Blue Jackets vão pro Leste, que passa a ter 14 equipes.
| Divisão do Atlântico | Divisão Metropolitana |
| -------------------- | --------------------- |
| Boston Bruins        | Carolina Hurricanes   |
| Buffalo Sabres       | Columbus Blue Jackets |
| Detroit Red Wings    | New Jersey Devils     |
| Florida Panthers     | New York Islanders    |
| Montreal Canadiens   | New York Rangers      |
| Ottawa Senators      | Philadelphia Flyers   |
| Tampa Bay Lightning  | Pittsburgh Penguins   |
| Toronto Maple Leafs  | Washington Capitals   |

## Temporada 2020-2021
As duas conferências da NHL (Leste e Oeste) foram temporariamente abolidas durante a temporada 2020-2021, devido à pandemia de COVID-19, a liga se reorganizou em 4 divisões. Os 3 times canadenses da conferência: Montreal Canadiens, Ottawa Senators e Toronto Maple Leafs jogaram na Divisão Norte, que foi formada com as 7 franquias canadenses da liga. Carolina Hurricanes, Columbus Blue Jackets, Detroit Red Wings, Florida Panthers e Tampa Bay Lightning jogaram na Divisão Central, junto de outras 3 equipes da Conferência Oeste: Chicago Blackhawks, Dallas Stars e Nashville Predators. Os demais 8 times da conferência, Boston Bruins, Buffalo Sabres, New Jersey Devils, New York Islanders, New York Rangers, Philadelphia Flyers, Pittsburgh Penguins e Washington Capitals, foram colocados na Divisão Leste. Com o fim da temporada 2020-2021, a liga voltou ao antigo agrupamento de divisões e conferências, a partir da temporada 2021-2022.

## Fonte
- NHL History